# Trương Triều Long
Trương Triều Long (張朝龍, ? - 1789) là một tướng của nhà Thanh, chết trận tại Việt Nam.
Trương Triều Long là người Đại Đồng, Sơn Tây. Trong quân đội nhà Thanh, ông xuất thân là một kỵ binh. Ông từng tham gia chiến đấu tại Miến Điện, Tây Tạng và Đài Loan, anh dũng chiến đấu, lập nhiều công trạng, và từng ba lần bị thương tại ba chiến trường nói trên. Ông là công thần thứ 31 trong các tướng lập công tại Đài Loan và được vẽ tranh treo tại Tử Quang Các. Nhờ quân công tại Đài Loan, ông được triều đình phong làm Tổng binh tại trấn Nam Áo (Phúc Kiến).
Năm Càn Long thứ 54 (1789), Trương Triều Long theo Tôn Sĩ Nghị sang Việt Nam đánh quân Tây Sơn, lập được một số công trạng, nhất là trận tập kích quân của Phan Văn Lân tại Thị Cầu.
Nhưng sau đó tử trận tại trận Thăng Long, thụy Tráng Quả.